# Tram urbà del canal de la dreta de l'Ebre
El Tram urbà del canal de la dreta de l'Ebre és una obra de Xerta (Baix Ebre) protegida com a Bé Cultural d'Interès Local.

## Descripció
El tram urbà del Canal de la dreta de l'Ebre és la zona del canal que travessa el municipi de Xerta. Aquest canal fluctúa des d'Amposta fins al port dels Alfacs.
Es tracta d'una obra d'enginyeria destinada a establir una xarxa hidràulica que permetés el reg per al Delta de l'Ebra.
El tram urbà del Canal de la dreta de l'Ebre aglutina, a la vegada, diferents ponts: Pont de l'Era i Pont de la Casilla del Canal.